# キウンガ属
キウンガ属（学名：Kiunga）は、プセウドムギル科の属の一つ。パプアニューギニアの固有種。

## 種
2013年現在、キウンガ属は、2種:
- Kiunga ballochi G. R. Allen, 1983 (Glass blue-eye) グラス・ブルーアイ
- Kiunga bleheri G. R. Allen, 2004